# Vincent Benedetti
Vincent Benedetti (Bastia, 29 aprile 1817 – Parigi, 28 marzo 1900) è stato un diplomatico francese, famoso per essere stato il diplomatico che intrattenne trattative private, in quanto rappresentate dell'impero francese, con Guglielmo I di Prussia alla vigilia dello scoppio della guerra franco-prussiana in merito alla successione sul trono di Spagna di Leopoldo di Hohenzollern-Sigmaringen.

## Biografia
Nato a Bastia, in Corsica nel 1817, nel 1840 entrò in servizio nella sede degli affari esteri francese, venendo nominato come secondo del marchese de la Valette, che era console generale presso il Cairo. Trascorse otto anni in Egitto, venendo nominato console nel 1845. Nel 1848 fu nominato console a Palermo e nel 1851 accompagnò il marchese de la Valette, che era stato nominato ambasciatore presso la Sublime porta, come suo primo segretario.
Per quindici mesi durante il progresso della guerra di Crimea agì come incaricato d'affari. Nel 1855, dopo aver rifiutato il posto di ministro a Teheran, venne assunto nel ministero degli Esteri a Parigi, e tenne l'incarico come segretario del congresso di Parigi (1855-1856). Negli anni successivi fu occupato principalmente nelle questioni italiane, cui egli era molto interessato, e Cavour poté sostenere di lui che era un italiano nel cuore. Venne scelto nel 1861 per essere il primo inviato di Francia presso il nuovo Regno d'Italia (prese parte attiva ai negoziati sulla questione romana, tra Ricasoli e il governo francese), ma si dimise dal suo incarico l'anno successivo a causa del giubilamento di Édouard Thouvenel, che era stato il suo protettore, quando il partito anti italiano iniziò a riscuotere consensi a Parigi. Nel 1864 fu nominato ambasciatore alla corte prussiana.
Benedetti rimase a Berlino fino allo scoppio della guerra franco-prussiana nel 1870, e nel corso di questi anni svolse un ruolo importante nelle vicende diplomatiche europee. La sua posizione fu resa difficile dal fatto che Napoleone III non usava tenerlo pienamente a parte del corso delle faccende della politica francese. Nel 1866 scoppiata la guerra austro-prussiana, durante le settimane critiche che seguirono il tentativo di Napoleone di intervenire tra la Prussia e l'Austria, seguì il quartier generale prussiano in marcia su Vienna, e nel corso di una visita nella capitale austriaca contribuì a organizzare i preliminari dell'armistizio, poi firmato a Nikolsburg.
Dopo la fine della guerra austro-prussiana, fu incaricato di presentare a Bismarck la richiesta francese di "risarcimento" per la neutralità mantenuta dalla Francia durante la guerra austro-prussiana, venendo anche incaricato di gestire con la Prussia l'accordo per una annessione francese del Belgio e del Lussemburgo (cui aspirava fermamente Luigi Napoleone). Tenne colloqui con Bismarck su un progetto di trattato in cui la Prussia prometteva il suo appoggio alla Francia in merito all'annessione del Belgio. Questo trattato non fu mai concluso, ma la minuta dell'accordo, vergata da Benedetti, fu tenuta nascosta da Bismarck e, nel 1870, pochi giorni dopo lo scoppio della guerra, venne pubblicata dal Cancelliere sulle colonne del The Times.

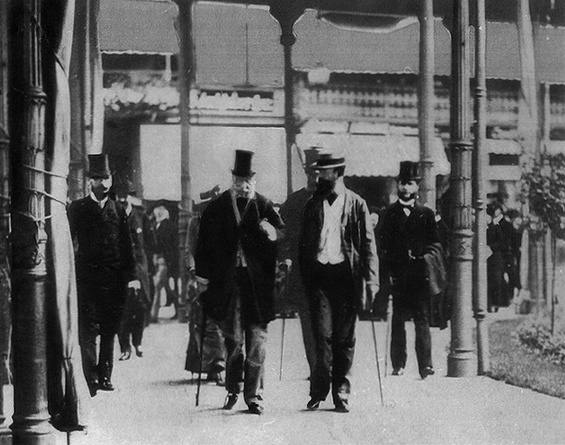
Benedetti (a destra) durante l'incontro con Guglielmo I sul lungomare di Bad Ems il 13 luglio 1870

Nel corso del 1867 Benedetti fu occupato nell'affare del Lussemburgo, durante il quale la Francia tentò di acquisire il ducato dai Paesi Bassi. Tale vicenda suscitò un clamore immediato in Germania per l'opposizione dei pan-nazionalisti, tanto che sembrava che la Prussia fosse pronta a dichiarare guerra alla Francia sulla questione. Il governo francese non riuscì ad annettersi il ducato nella successiva Conferenza di Londra, che confermò l'indipendenza del Lussemburgo, ricevendo la garanzia per la preservazione dell'indipendenza del possedimento da parte di tutte le grandi potenze europee.

Nel mese di luglio 1870, quando la candidatura del principe di Hohenzollern al trono di Spagna fu resa nota, Benedetti fu incaricato dal duca de Gramont, ministro degli esteri, di presentare al re di Prussia, che si trovava allora presso Bad Ems, le richieste francesi secondo le quali il re avrebbe dovuto costringere il principe a ritirare la candidatura, e poi promettere egli stesso che tale candidatura non sarebbe mai più stata rinnovata. Quest'ultima richiesta fu presentata da Benedetti al re in un abboccamento informale sul lungomare di Ems (immortalato in una foto rimasta celebre).
Il testo del dispaccio, sul quale erano stati registrati i risultati dell'incontro, fu pubblicato sui giornali europei, dopo essere stato artatamente contraffatto da Bismarck, assegnando una carica di irriverenza ai modi tenuti dal re, con lo scopo deliberato di far credere ai francesi che Benedetti e la Francia fossero stati duramente oltraggiati da Guglielmo. Ciò infiammò l'opinione pubblica francese, facendo pendere l'ago della deliberazione del governo francese verso la dichiarazione di guerra ai danni della Prussia (vd. Cause della guerra franco-prussiana). Benedetti sarà poi duramente attaccato nel suo paese per la sua condotta come ambasciatore, e il duca di Gramont tenterà di gettare su di lui la responsabilità per il fallimento della diplomazia francese.